# Шарл-Матијас Симон
Шарл-Матијас Симон (фр. Charles-Mathias Simons, 27. март 1802 — 5. октобар 1874) био је луксембуршки политичар и судија. Био је трећи премијер Луксембурга и на овом положају је провео седам година од 23. септембра 1853. до 26. септембра 1860. године.